# Joe Hill (spisovatel)
Joseph Hillstrom King (* 4. června 1972 Bangor) je americký spisovatel. Je synem Stephena a Tabithy Kingových. Publikoval tři romány, Heart-Shaped Box (česky Černá krabice), Horns (česky Rohy) a NOS4A2 (česky Vánoční říše). Také vydal sbírku povídek 20th Century Ghosts. Zároveň je autorem kresleného románu Locke & Key (česky vyšlo všech 6 dílu u nakladatelství Comics centrum) a dalších.

## Ceny
- Better Than Home (A.E. Coppard Long Fiction Prize)
- Voluntary Committal (World Fantasy Award for Best Novella)[8]
- 20th Century Ghost (Bradbury Fellowship)
- 20th Century Ghosts (Bram Stoker Award for Best Fiction Collection)
- 20th Century Ghosts (British Fantasy Award for Best Collection)
- 20th Century Ghosts (International Horror Guild Award for Best Collection)
- Best New Horror (British Fantasy Award for Best Short Story)
- Best New Horror (Bram Stoker Award for Best Short Story)
- Sydney J. Bounds Best Newcomer Award - 2007
- Heart-Shaped Box (Bram Stoker Award for Best First Novel)
- Heart-Shaped Box (International Thriller Writers Inc award for Best First Novel)

## Dílo
- 20th Century Ghosts (2005, collection)
- Heart-Shaped Box (2007)
- Pop Art (2007) [chapbook]
- Locke & Key (2008)—comic book series with artwork by Gabriel Rodriguez
- Horns (February 9, 2010)[9][10][11]
- Kodiak - One Shot Comic book 2010 with Jason Ciaramella and Nat Jones
- The Cape - One Shot Comic book 2010 with Jason Ciaramella and Zach Howard
- The Cape Mini Series Comic book 2011 with Jason Ciaramella and Zach Howard
- Novel (Work in Progress) - TBA

## Povídky
- The Lady Rests (1997), Palace Corbie
- The Collaborators (1998), Implosion
- Better Than Home (1999), A. E. Coppard Long Fiction Prize Series, stand-alone chapbook
- The Saved (2001), The Clackamas Literary Review spring/summer issue
- Pop Art (2001), With Signs & Wonders, anthology; 2007 Subterranean Press chapbook
- 20th Century Ghost (2002), The High Plains Literary Review, journal's final issue
- The Widow's Breakfast (2002), The Clackamas Literary Review spring/summer issue
- You Will Hear the Locust Sing (2004), The Third Alternative 37
- Abraham's Boys (2004), The Many Faces of Van Helsing, anthology
- The Black Phone (2004), The Third Alternative 39
- Dead-Wood (2005), Subterranean Press February online newsletter
- Last Breath (2005), Subterranean Magazine 2
- Best New Horror (2005), Postscripts
- Voluntary Committal (2005), Subterranean Press stand-alone chapbook
- In the Rundown (2005), Crimewave
- Scheherazade's Typewriter (2005), 20th Century Ghosts, within the book's acknowledgments section
- The Cape (2005), 20th Century Ghosts, original to collection
- My Father's Mask (2005), 20th Century Ghosts, original to collection
- Bobby Conroy Comes Back from the Dead (2005), Postscripts
- Thumbprint (2007), Postscripts
- Jude Confronts Global Warming (2007), Subterranean Press online magazine, spring issue
- Gunpowder (2008), PS Publishing stand-alone novella
- Throttle (2009) written in collaboration with Stephen King, He Is Legend: An Anthology Celebrating Richard Matheson (also included in the audiobook Road Rage)
- Twittering from the Circus of the Dead (2010), The New Dead edited by Christopher Golden
- The Devil on the Staircase (2010), Stories: All-New Tales edited by Al Sarrantonio and Neil Gaiman
- Wolverton Station (2011), Subterranean: Tales of Dark Fantasy 2 edited by William Schafer

## Antologie
- 20th Century Ghost: The Mammoth Book of Best New Horror, Volume Fourteen (2003), ed. Stephen Jones
- My Father's Mask: The Year's Best Fantasy and Horror, 19th Annual Collection (2006), ed. Ellen Datlow, Kelly Link and Gavin Grant
- Best New Horror: The Mammoth Book of Best New Horror, Volume Seventeen (2006), ed. Stephen Jones
- The Cape: Horror: The Best of the Year, 2006 Edition (2006), ed. John Gregory Betancourt and Sean Wallace
- Thumbprint: The Mammoth Book of Best New Horror, Volume Nineteen (2008), ed. Stephen Jones
- Bobby Conroy Comes Back from the Dead: The Living Dead (2008), ed. John Joseph Adams
- 20th Century Ghost: Poe's Children: The New Horror (2008), ed. Peter Straub
- Pop Art: American Fantastic Tales: Terror and the Uncanny from the 1940s to Now (2009), ed. Peter Straub
- Abraham’s Boys: By Blood We Live (2009), ed. John Joseph Adams
- 20th Century Ghost: The Mammoth Book of the Best of Best New Horror (2010), ed. Stephen Jones
- My Father's Mask: Darkness: Two Decades of Modern Horror (2010), ed. Ellen Datlow
- Throttle (with Stephen King): The Mammoth Book of Best New Horror, Volume Twenty-One (2010), ed. Stephen Jones